# 特別快速
特別快速（とくべつかいそく）は、日本における列車種別の一種であり、（規則上の）普通列車のうち、通常の快速列車よりも停車駅が少ない列車のことである。略して特快（とくかい・とっかい）と呼ぶこともある。

## 概説
快速電車（電車線・列車線の項目を参照）の上位に位置する速達列車として登場したもので、JRの前身である日本国有鉄道（国鉄）が、新宿駅 - 八王子駅（京王八王子駅）間で競合する京王帝都電鉄（現・京王電鉄）京王線の特急（特別料金不要）に対抗して1967年7月より中央線で運転を開始した特別快速（現在の中央特快・青梅特快）がその発端である。同様の例として、1969年に仙台鉄道管理局が石巻駅 - 仙台駅間を60分を切ることと、仙台市内の百貨店10時開店を意識したダイヤで特別快速を仙石線に設定した他、1970年に大阪鉄道管理局（現在の西日本旅客鉄道〈JR西日本〉）が京阪神急行電鉄（現・阪急電鉄）・京阪電気鉄道・阪神電気鉄道などの私鉄に対抗して東海道・山陽本線に新快速を設定している。
その後、長らく定期列車としては数線区での運転にとどまったが、臨時列車として運行されることもあった。国鉄分割民営化後は、フリークエンシーサービス向上のため急行列車の格下げなどで指定席・グリーン車の連結がある快速列車などに充てる種別として使用される例も出た。2004年から湘南新宿ラインに、2005年から常磐線に、それぞれ従来の快速列車の上位種別として設定された。
1999年には東海旅客鉄道（JR東海）の東海道線名古屋地区に設定された。この区間では1989年に設定された新快速と並存している。北海道旅客鉄道（JR北海道）では急行列車の格下げ・廃止の補完列車として設定されている例がある。
英語表記はJR東日本では"Special Rapid Service"と表記し、JR東海では"Special Rapid Train"と表記している。なおJR西日本の新快速も"Special Rapid Service"の英語表記を使用している（JR東海では新快速は"New Rapid Train"と表記）。米原駅にはJR東海・JR西日本両社の新快速が乗り入れるが、米原駅在来線ホームがJR西日本管轄のため、構内のLED式発車標では同社の表記に合わせており、岐阜・名古屋方面行きの特別快速・新快速については区別なく "S.Rapid" と表記される。

### 現行の運転線区
2025年3月15日現在、特別快速が運行されている線区・列車は次のとおりである。 
- 北海道旅客鉄道（JR北海道） 
  - 石北本線「大雪」
  - 千歳線「エアポート」
- 東日本旅客鉄道（JR東日本） 
  - 中央本線（中央線快速） 
    - 青梅線（青梅線内は各駅に停車）

  - 常磐線・上野東京ライン（常磐快速線 - 東海道線）
  - 湘南新宿ライン（東海道線 - 高崎線）
  - 仙石東北ライン（東北本線 - 仙石線）
- 東海旅客鉄道（JR東海） 
  - 東海道本線（浜松 - 米原）
- しなの鉄道
  - しなの鉄道線、北しなの線（JR信越本線の篠ノ井 - 長野間も含む。ただし、現地の案内では「特別快速」とされているものの、市販の「JR時刻表」や「JTB時刻表」では種別は単なる「快速」となっている）

### 過去の運転線区
過去に運行されていた線区・列車名として、以下のものが挙げられる。
- 日本国有鉄道（国鉄）
  - 函館本線（小樽駅 - 岩見沢駅間）
  - 総武本線・成田線（御茶ノ水駅 - 成田駅間、成田初詣臨時、列車としては新宿駅 - 成田駅間）
  - 北陸本線（福井駅 - 富山駅間）
  - 鹿児島本線（小倉駅 - 博多駅間、1972年 - 1980年。列車としては門司港駅、南福岡駅、荒木駅、熊本駅、山陽本線または宇部線経由で小郡駅などを発着駅とするものもあったが、基本的に小倉駅 - 博多駅間以外では各駅停車。ただし、宇部線内では快速として運転するものも時期によっては存在した）
- 北海道旅客鉄道（JR北海道）
  - 石北本線「きたみ」
- 東日本旅客鉄道（JR東日本）
  - 山田線「リアス」
  - 東北本線・石巻線・気仙沼線（仙台駅 - 気仙沼駅）「南三陸シーサイド」（臨時列車、1980〜90年頃夏）
  - 仙石線「うみかぜ」
  - 仙山線「仙山」「ホリデー仙山」
  - 磐越西線「ばんだい」（臨時列車）
  - 横須賀線・総武本線・成田線「エアポート成田」（大船駅 - 東京駅 - 成田空港駅間、臨時列車、1991年7月20日 - 1992年11月29日）
  - 横須賀線・総武本線・成田線・鹿島線「カシマスタジアム」（久里浜駅 - 東京駅 - 千葉駅 - 成田駅 - 鹿島神宮駅、臨時列車、2002年6月2日 - 2002年6月8日）
  - 総武本線（総武快速線）・内房線（2015年3月14日 - 2017年3月4日）
- 東海旅客鉄道（JR東海）飯田線（豊橋 - 本長篠間）
- 西日本旅客鉄道（JR西日本）
  - 大阪環状線・阪和線・関西空港線「関空特快ウイング」
- 九州旅客鉄道（JR九州） 
  - 指宿枕崎線「なのはなDX」

仙石線、仙山線においては、快速列車のうち停車駅の少ないもの、あるいは始発駅・終着駅間を無停車のものを指したが、現在では停車駅やダイヤパターンの見直しにより、最速列車でも「快速」を名乗っている。また、山田線の「リアス」については、通常の快速列車が別名称（「そとやま」）で存在した。指宿枕崎線「なのはなDX」は、停車駅の違いではなく設備の違いで快速「なのはな」と区分されていた例である。

## JR

### 千歳線「エアポート」
2020年（令和2年）3月14日ダイヤ改正より設定。当初はエアポートのうち、朝夕の一部列車についてのみ速達型の特別快速として設定されたが、2024年（令和6年）3月16日より日中にも毎時1本設定されるようになった。

### 中央線・青梅線

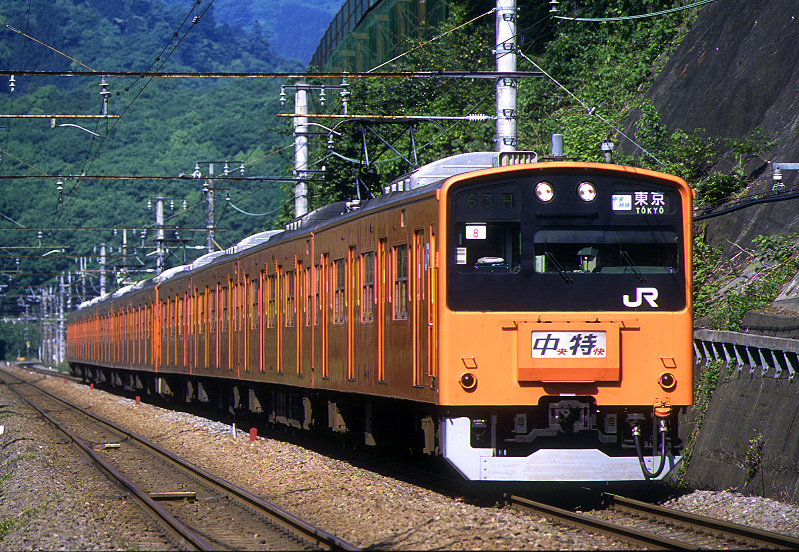
特別快速の元祖「中央特快」

#### 概要
中央線の場合、運行方向・運行時間により以下の列車種別に細分化される。停車駅は中央線快速#駅一覧を参照。
- 通勤特別快速（つうきんとくべつかいそく/Commuter Special Rapid）（平日朝上りのみ、案内上の表記は通勤特快）
- 中央特快（ちゅうおうとっかい/Chūō Special Rapid）
- 青梅特快（おうめとっかい/Ōme Special Rapid）
- 通勤快速（つうきんかいそく/Commuter Rapid）（平日夕方下りのみ）
- 特別快速（とくべつかいそく/Special Rapid）（土休日運転のホリデー快速おくたまのみ）

平日に運行されている通勤特快・通勤快速は、基本的に土曜日および休日は中央特快・青梅特快として運行される。沿革については中央線快速#歴史を参照。
発着駅は中央本線大月駅、さらに富士山麓電気鉄道富士急行線河口湖駅となるものもあるが、列車としてはいずれも（快速も含め）高尾駅以西は普通列車として運転する。
いずれも豊田車両センターのE233系で運転される。

#### 中央特快・青梅特快
中央特快は、平日（通勤ラッシュ時を除く）および土休日に、主に東京駅 - 高尾駅間を運行している。一部は大月駅発着・富士山麓電気鉄道富士急行線河口湖駅発着で運行されている。
設定当時は、中野駅 - 立川駅間の快速運転を行うために設定され、昼間時のみの運行であった。運行時間帯を拡大したのは1986年のことである。本数は、新宿駅基準で上下ともに、早朝に2本、朝以降は1時間に1～4本（土休日のみ）、日中は4本、夕方～深夜は1～4本である。平日夕方の下り方向では運行されず、後述する通勤快速が代わりとなる。とくに日中は、青梅特快と合算すると、1時間に平日は上り5本、下り4本、休日は上下とも6本となる。
かつて平日深夜には、下り列車に新宿始発の列車があった。この列車は中野駅を通過し、三鷹駅まで無停車で運行された。これは中央本線の長距離普通列車が新宿駅まで乗り入れていた時代に、新宿の次の停車駅が三鷹であった名残りであった。こちらの設定は1986年11月1日から2017年3月3日までで、当初は通勤快速として運転されていた。

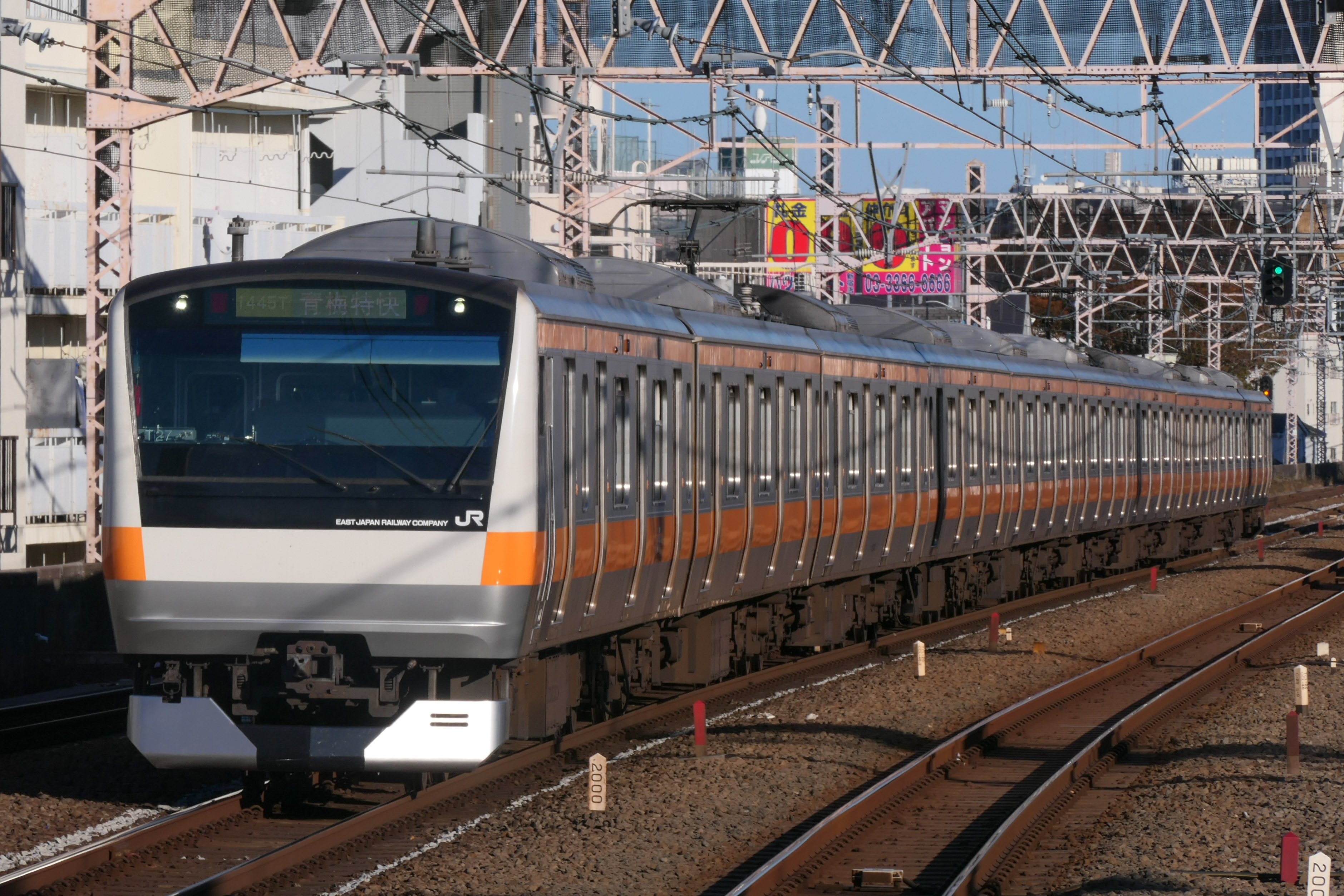
青梅特快

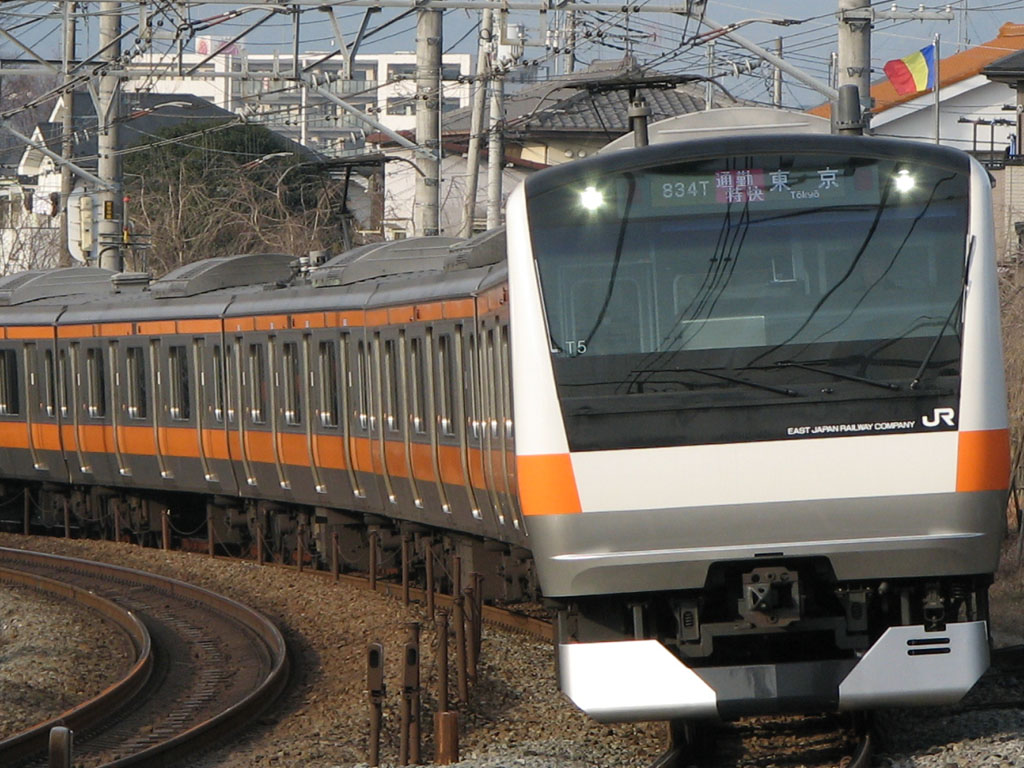
通勤特快

青梅特快は、中央線東京駅 - 青梅線青梅駅間を中心に運行している。また一時期は五日市線武蔵五日市始発・八高線高麗川始発で、拝島駅で両者を連結し、青梅線経由で乗り入れる列車が土休日朝に1本存在した。青梅線・五日市線・八高線内は各駅に停車する。ほとんどは日中の時間帯に運転されている。
人身事故等により青梅線・中央線間の直通運転が中止された場合、青梅特快は東京駅 - 立川駅・豊田駅・八王子駅間の折り返し運転となる。豊田駅・八王子駅発着の青梅特快は、立川駅で折り返しできない場合に限り運転される。
また、新宿始発として土休日に運転されているホリデー快速「おくたま号」「あきがわ号」も「特別快速」と案内されている。停車駅が異なる青梅特快の運行開始後、誤乗を防ぐため「ホリデー快速」の呼称が付与された。2001年12月1日には毎土休日運行の定期列車に昇格している。詳細は「ホリデー快速おくたま」を参照。
中央特快・青梅特快のいずれも三鷹駅・国分寺駅で快速・各駅停車と連絡するほか、一部は立川駅で連絡するものもある。立川駅での連絡は、主に中央特快と青梅線方面快速、あるいは青梅特快と中央線方面快速との間で行われるが、土休日には八王子・豊田始発の快速を中央特快が追い抜くものも存在する（立川駅12時27分発中央特快と12時30分発快速など）。

##### 停車駅
東京駅 - 神田駅 - 御茶ノ水駅 - 四ツ谷駅 - 新宿駅 - 中野駅 - 三鷹駅 - 国分寺駅 - 立川駅
- 中央特快・青梅特快とも、立川駅より日野・西立川側では各駅に停車する。

#### 通勤快速
平日夕方ラッシュ時下り方向に運行される。中央特快・青梅特快の停車駅に荻窪駅と吉祥寺駅を加えたもの。「特快」という名称こそ使用していないものの、中央線快速系統の通勤快速は中央特快・青梅特快・通勤特快同様に快速に対する速達列車として機能している。なお、中央線・青梅線系統どちらも名称は通勤快速に統一されている。
本数は東京駅基準で1時間に4本運転されている。
行先は高尾行き、大月行き、青梅行き、河口湖行き（後ろ6両大月駅止まり）がある。

##### 停車駅
東京駅 → 神田駅 → 御茶ノ水駅 → 四ツ谷駅 → 新宿駅 → 中野駅 → 荻窪駅 → 吉祥寺駅 → 三鷹駅 → 国分寺駅 → 立川駅
- 青梅線内も含め、立川駅から先は各駅に停車する。

#### 通勤特別快速
平日朝のラッシュ時の上りのみ運行している。運行区間は、大月駅、高尾駅、青梅駅のいずれかから東京駅までである。中央線車両の種別表記や駅構内での案内は「通勤特快」で統一されているが、JR東日本公式サイトの時刻表ページでは「通勤特別快速」と表記されている。
主に多摩地域西部の通勤客を対象としている。上の特別快速との差違は、高尾駅 - 新宿駅間の停車駅である。この区間では八王子駅、立川駅、国分寺駅にのみ停車し、国分寺駅 - 新宿駅間は無停車としている。しかし朝の過密ダイヤのため所要時間は日中の特快より長い。運行本数は、中央線大月発1本・高尾発1本、青梅線青梅発2本の合計4本である。
朝ラッシュ時には基本的にこの電車と快速電車が運行していたが、1990年代より「おはようライナー高尾」「ホームライナー高尾」「ホームライナー青梅」（「中央ライナー」「青梅ライナー」を経て現在は特急「はちおうじ」「おうめ」）も運行している。
2025年のダイヤ改正により特急[はちおうじ][おうめ]　は廃止された。

##### 停車駅
高尾駅 → 八王子駅 → 立川駅 → 国分寺駅 → 新宿駅 → 四ツ谷駅 → 御茶ノ水駅 → 神田駅 → 東京駅
- 大月駅 → 高尾駅間及び、青梅線内は各駅に停車する。

### 湘南新宿ライン（東海道線 - 高崎線系統）

#### 概要
2004年10月16日より湘南新宿ラインを介して高崎線高崎駅 - 東海道線小田原駅間を運行している。小山車両センターと国府津車両センターのE231系またはE233系（E231系とE233系の併結運転もあり）で運転され、グリーン車を2両連結する。これは2001年の湘南新宿ライン運行開始時より高崎線発着列車は横須賀線区間で西大井・新川崎・保土ケ谷・東戸塚を通過（横須賀線内を快速運転）する快速列車として運行されており、特別快速は「快速」が各駅に停車する東海道線・高崎線内でも通過運転を行う、高崎線（・横須賀線）内を快速運転して東海道線内は各駅に停車していた快速列車の廃止と同時に新規設定されたことの2点の事情からこれら2種類の列車の上位種別として、特別快速と称されることとなった（特別快速は上記に加えて恵比寿駅も通過する）。よって、横須賀線内の各駅に停車する宇都宮線 - 横須賀線系統の湘南新宿ラインには特別快速が設定されていない。最高速度は120km/h。運転開始前後、巨大な屋外看板や電車内のドアに貼付した広告等で新宿-横浜間最速27分運転をアピールしていた。
JR横須賀線武蔵小杉駅開業前は、大崎、横浜駅間はノンストップだった。
高崎線側は従来より上野駅・池袋駅 - 籠原駅・高崎駅・前橋駅間で運行されていた快速列車「アーバン」のうち、日中の列車を全て置き換えて運行されている。一方、東海道線側では、従来より東京駅 - 小田原駅・熱海駅で運行されている快速「アクティー」とは別に増発して運行されている。なお、新宿駅 - 小田原駅の所要時分は74 - 78分で、小田急ロマンスカーとほぼ同等の所要時分である。
運転区間は、定期列車は東海道線方が1番列車の平塚駅始発を除いて、すべて小田原駅 ⇔ 高崎駅である。
高崎行（高崎線直通）は、高崎線内では鴻巣駅で、東海道線内では、大船駅ないし平塚駅で、普通列車に接続する（一部接続しない列車もあり）。一方、小田原行（東海道線直通）は、高崎線内では桶川駅で、東海道線内では平塚駅で、普通列車に接続する（一部接続しない列車もあり）。
また、2007年3月18日のダイヤ改正以降、土曜・日曜を中心とした多客期には1往復/日が熱海駅まで延長運転していた。この延長運転は2009年3月14日のダイヤ改正以降2往復/日となった。停車駅は2004年10月15日以前の一部の快速「アクティー」と同じである。
詳しくは、湘南新宿ライン・高崎線・東海道線 (JR東日本)の項も参考のこと。

##### 停車駅
高崎線内は快速「アーバン」の日中の列車を振り分けて設定された経緯から、日中の快速「アーバン」に準じた停車駅となったが、東海道本線内は快速「アクティー」とは別に設定されたため、当初は快速「アクティー」が当時戸塚駅を通過していたのに対し、特別快速は戸塚駅停車とされた。しかしその後、快速の通過駅が特別快速の停車駅であるのは紛らわしいとされ、特別快速の停車駅に準じ快速「アクティー」も戸塚駅に停車することとなった。
高崎駅から熊谷駅の各駅 - 鴻巣駅 - 北本駅 - 桶川駅 - 上尾駅 - 大宮駅 -  浦和駅 -赤羽駅 - 池袋駅 - 新宿駅 - 渋谷駅 - 大崎駅 - 武蔵小杉駅 - 横浜駅 - 戸塚駅 - 大船駅 - 藤沢駅 - 茅ケ崎駅 - 平塚駅 - 国府津駅 - 小田原駅（ - 真鶴駅 - 湯河原駅 - 熱海駅）　

### 常磐線

#### 概要

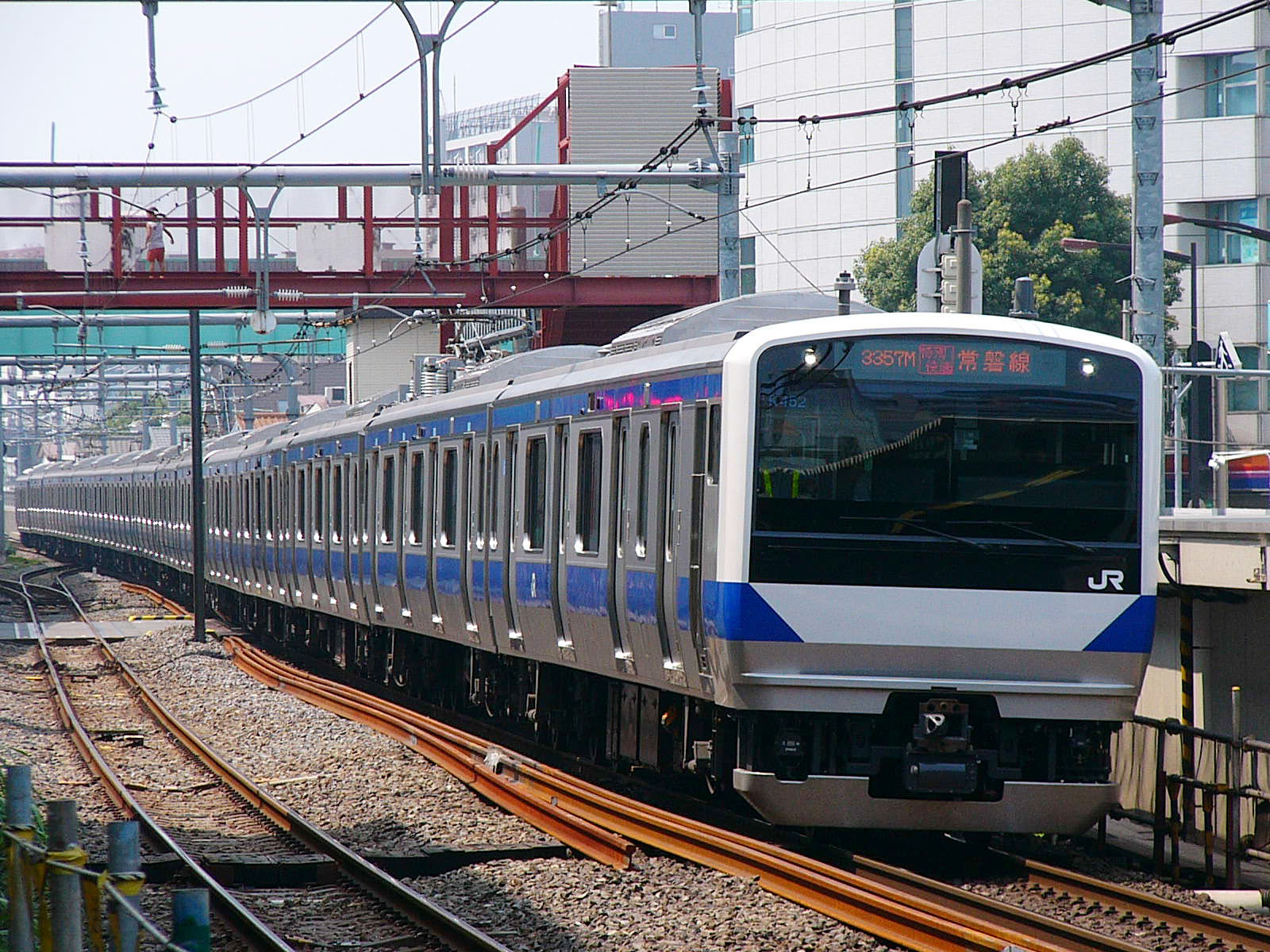
E531系で運行される
常磐線の特別快速

2005年7月9日より上野駅 - 土浦駅間を標準55分（上りは最速56分）で結ぶ列車として、昼間時に上下計5.5往復（上り5本、下り6本）の運転を開始した。増発ではなく、それまで昼間時間帯に運転していた土浦駅発着の普通列車（概ね、1時間に2本）の1本を置き換えて登場した。この背景としては同年8月24日の首都圏新都市鉄道つくばエクスプレス開業への対抗が挙げられる。取手駅以北の交流電化区間へ直通し、最高速度130km/h運転を行うためグリーン車2両込みのE531系（勝田車両センター）で運行する。2006年3月18日から、上下6往復の運転となっている。2015年3月14日のダイヤ改正から北千住駅が新規に停車駅となったため、上野駅 - 土浦駅間の所要時間は下り57分、上り58分となっている。また、上野東京ラインの開業により、全列車が品川駅発着となった。
現在常磐線では定期列車として「快速列車」は運転しておらず、過去に存在した定期列車や、近年も運転する臨時列車（一般車両を用いた自由席の列車）でも、土浦駅以南は基本的に普通列車と同じ停車駅であり、通過運転を行うのは土浦駅以北のみであった。しかし、2004年10月16日から普通列車の取手駅以南での案内上の呼称が「快速」となったため、実質的にこの「快速」の上位種別となっている。また、「快速」と、2006年3月17日まで平日朝ラッシュ時の上りのみ設定されていた通勤快速の中間に当たる種別である（下りの通勤快速は2005年7月に廃止されている）。中央線では通勤快速より特別快速の方が上位だが、常磐線は逆であった（通勤快速は上野－取手間の停車駅は当時の特別快速と同一だったが、取手－土浦間では牛久駅のみ停車、土浦駅以北は各駅に停車し、最遠で高萩駅まで運行していた）。
下り列車で途中通過駅がなくなると案内が「普通」に変更される快速や通勤快速とは異なり、通過駅がなくなる取手以北（下り）でも案内は「特別快速」のままである。また、運行障害が発生している際には特快運転を中止し、取手 - 上野間を快速として運転することがままある。この場合、駅の発車標では種別が「特別快速」のままになっており、また大幅な遅れでなければ特快の通過駅ではダイヤ上の通過時刻が表示される。取手 - 土浦間は各駅に停車するため、所要時間は普通列車と大差ない。
2022年3月12日のダイヤ改正で、日中時間帯の特別快速の運行は取りやめ、1日あたり2往復に減便された。
上りは土浦駅9:00、10:00発の2本で、いずれも土浦駅着の上り列車から接続を受ける。10時台と土休日9時台は取手駅始発の快速と接続、北千住駅で快速（10時台は中距離列車）と相互に接続し追い抜く。平日9時台は取手駅での接続がなく土浦駅で接続受けする普通列車が天王台駅・我孫子駅への先着列車となるほか、1本前の快速は我孫子駅で追い抜く。下りは品川始発で上野15・16時台発の2本。先行列車の追い抜きはなく、取手駅で快速電車からの接続を受ける。なお、上野東京ライン品川・新橋・東京方面から三河島駅・南千住駅へは、同一ホームで乗り換えのできる日暮里駅が便利である。土浦駅からの接続列車はなく、後続の水戸方面行は、約5分後の特急ときわ号（上野駅を特快の19分後に発車）、22分後の普通列車（同2分後）となる。
2006年3月18日のダイヤ改正から2014年3月14日までは、松戸駅では上り各駅停車から特別快速、下り特別快速から各駅停車、柏駅では上り特別快速から各駅停車、下り各駅停車から特別快速へ、いずれも約3分で接続していた。
2014年3月15日のダイヤ改正で日中の各駅停車の運転間隔が変更され、上りは柏駅では各駅停車→特別快速が1分で、松戸駅では各駅停車と特別快速がいずれも5分で接続していた。下りは松戸駅では各駅停車と特別快速がいずれも5分で、柏駅では特別快速→各駅停車が1分で接続している（11時台 - 14時台。10時台と15時台は異なる場合があった）。

#### 停車駅
品川駅 - 新橋駅 - 東京駅 - 上野駅 - 日暮里駅 - 北千住駅 - 松戸駅 - 柏駅 - 取手駅 - 藤代駅 - 龍ケ崎市駅 - 牛久駅 - ひたち野うしく駅 - 荒川沖駅 - 土浦駅
- 取手 - 土浦間は各駅に停車するため、通過駅を伴うのは取手以南の常磐快速線内のみとなっている。
- 上野以北の停車パターンは、むしろ複々線化前から直後の時期までの普通列車に近い（最も少ないものは、取手から我孫子・松戸・日暮里・上野）。なお、柏駅は1972年から1980年までは日中のみの停車。

### 総武快速線・内房線

#### 概要
2015年3月14日から東京駅 - 館山駅間で運転を開始した。1日1往復のみで、朝は東京始発の館山行きで、夕方は館山始発東京行きが運行された。なお、横須賀線との直通運転は行わなかった。使用されていた車両は鎌倉車両センターのE217系。東京駅 - 木更津駅間は基本11両 + 付属4両の15両編成で運転したが、青堀駅 - 館山駅間のホームが15両編成に対応していないため、木更津駅で館山寄り基本11両を切り離し、木更津駅 - 館山駅間は付属の4両編成のみで運転を行った。なお、グリーン車の営業も行っており、基本11両編成の4号車と5号車がグリーン車であるが、前述の通り基本11両編成は木更津駅で増結・切り離しを行ったため、木更津駅 - 館山駅間ではグリーン車の営業は行わなかった。木更津駅では増結・切り離しを行うため、木更津駅で下りは8分、上りは9分停車していた。下りは船橋駅で市川駅で追い越した快速千葉行きに2分で連絡し、終点の館山駅で始発の普通安房鴨川行きに3分で連絡していた。上りは木更津駅で普通千葉行きに4分で連絡し、千葉駅で成田空港駅始発快速久里浜行きに3分で連絡（津田沼・船橋・錦糸町の各駅で乗り換えても同じ列車）、さらに東京駅で成田エクスプレス号大船行きに4分で、東京駅始発横須賀線普通逗子行きに6分で連絡していた。
2017年3月4日のダイヤ改正をもって登場からわずか2年で廃止された。

### 仙石東北ライン

#### 概要
2015年5月30日から仙台駅 - 石巻駅間で運転開始。1日1往復のみ運行される。
高城町駅 - 石巻駅間では2003年10月まで特別快速（あおば通駅 - 石巻駅間。うみかぜ号）が設定されていたため、当該区間の特別快速としては約12年ぶりの復活となった。

##### 停車駅
仙台駅 - 塩釜駅 - 高城町駅 - 矢本駅 - 石巻駅

### 東海道本線（名古屋地区）

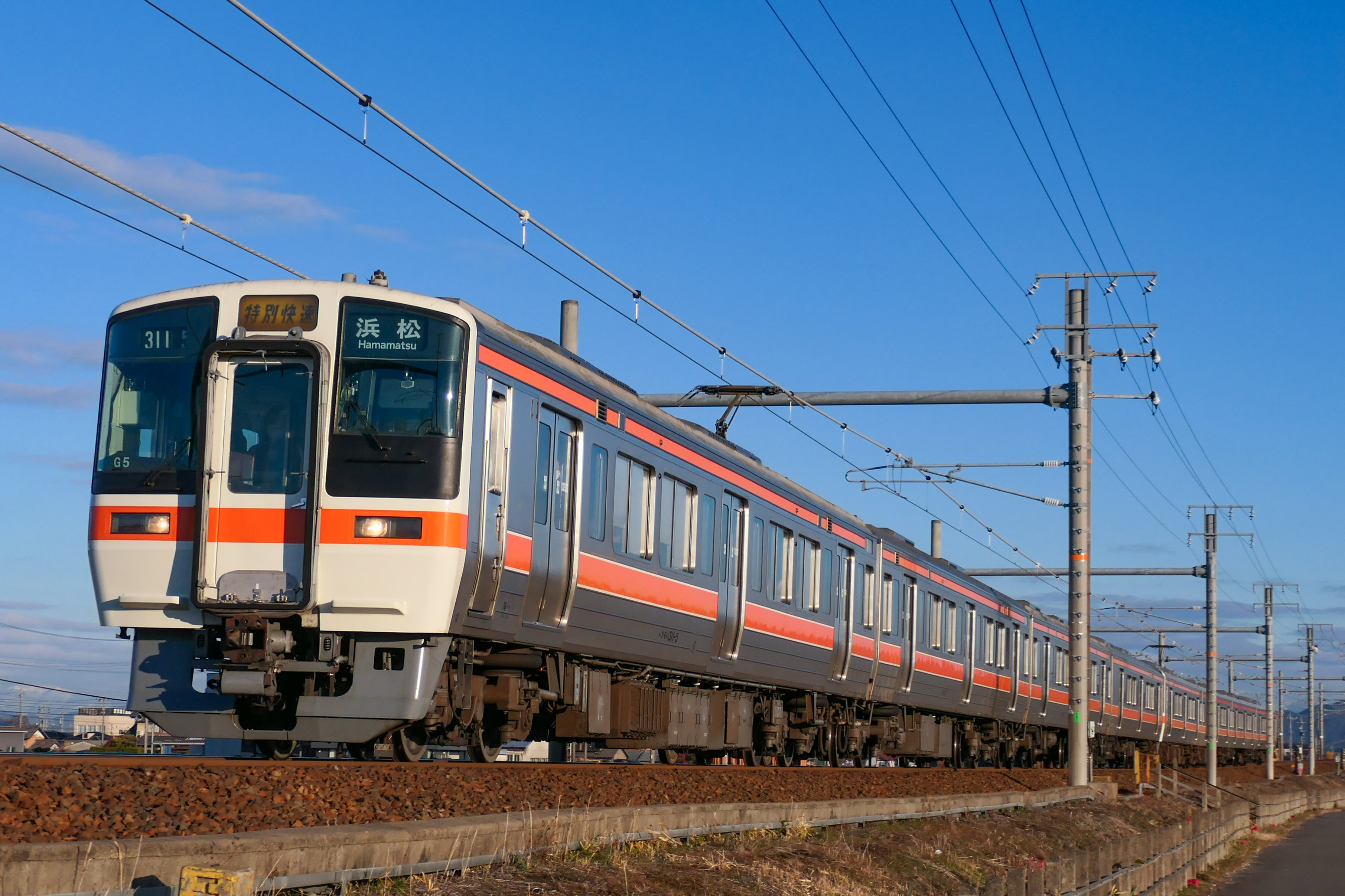
JR東海の特別快速
（311系・岐阜駅 - 木曽川駅間）

#### 概要
JR東海の浜松駅 - 米原駅間を運行している。1999年12月4日のダイヤ改正時より設定されており、ラッシュ時に運行されるため通勤速達列車としての側面が強い。
快速と新快速の違いとして、共和駅と大府駅を通過する。

#### 運行形態
朝と夕方の速達列車のほとんどが特別快速である。また、昼間閑散時間帯以外では2本/時間が特別快速となっており、新快速（2本/時間）とともに速達運転をしている。

#### 停車駅
- （浜松駅 - （各駅停車） - ）豊橋駅 - 蒲郡駅 - 〔幸田駅*〕 - 岡崎駅 - 安城駅 - 刈谷駅 - 金山駅 - 名古屋駅 - 尾張一宮駅 - 岐阜駅 - （各駅停車） - 大垣駅 （- （各駅停車） - 米原駅）
- 〔　〕内の駅は平日の早朝下り2本のみ停車。

### 指宿枕崎線「なのはなDX」
指宿枕崎線で運行される「なのはなDX」は2004年3月13日から2011年3月11日まで運行されていた列車で、座席指定席車両を連結することから、同じ区間を運行する快速列車「なのはな」との差別化を図るため、特別快速と称していた。指宿枕崎線・指宿のたまて箱も参照。 
2011年3月12日のダイヤ改正で特急「指宿のたまて箱」に置き換えられ、廃止された。

## 私鉄・第3セクター

### しなの鉄道「しなのサンライズ号」・「しなのサンセット号」・「軽井沢リゾート号」
2020年（令和2年）7月4日より設定。「しなのサンライズ号」と「しなのサンセット号」は平日朝夕に有料ライナーの種別としての特別快速として設定されている（以前も設定されていたが特別快速と名乗っていなかった）。また軽井沢リゾート号は土休日の有料の特別快速として設定された。

### （参考）その他の私鉄における近似種別
その他の私鉄においても快速列車を運行している事業者もあるが、私鉄では快速の上位種別として料金不要の特急・急行・快速特急（快特）・快速急行などが基本的に使用されている（急行との上下関係は事業者によって異なる。また、急行を設定していない事業者・路線もある。快速列車及び会社別列車種別一覧を参照）。しかし、快速より上位の派生種別として、特別快速に近い種別としては以下のものがある。
- 神戸電鉄（有馬線・三田線）では快速より上位の種別で「特快速」が存在する。詳細は「神戸電鉄有馬線」を参照。
- 北越急行では快速の上位種別として「超快速」が存在していた[13]。詳細は「北越急行ほくほく線#超快速「スノーラビット」」を参照。

## バスにおける事例
路線バスにおいては、西鉄バスの福岡、北九州市内の一部路線に特別快速が存在する。詳細は西鉄バスの各営業所の項目を参照。
また、銀河鉄道が小平、国分寺市内で実証実験として特別快速路線を2022年3月1日～31日まで期間限定で運行している。
この他、2023年3月から川崎鶴見臨港バスが導入する連節バス路線（KAWASAKI BRT）において特別快速（BRT特快）が設定された。

## 備考
- JR旅客会社の中で四国旅客鉄道（JR四国）ではJR発足時より特別快速が設定された実績はなく、四国においては国鉄時代も含めて特別快速が設定されたことがない。
- 中華人民共和国の鉄道においては優等列車として快速列車が運行されており、その上位種別として「特快列車」が存在するが、追加料金が必要とする優等列車として運行されており、日本のJRの特急列車に近い列車である。また、台湾の台湾鉄路管理局においても、対号特快（中国語版）などの日本における特急としての特快列車が存在したが、1990年代以降においては自強号に統一されている。